# Нагучев, Казбек Джанболетович
Казбе́к Джанболе́тович Нагу́чев (род. 1 января 2000 года, Туапсе, Краснодарский край) — российский, а впоследствии эмиратский дзюдоист. Чемпион России 2023 года. Чёрный пояс по дзюдо. Мастер спорта России.

## Биография
Казбек воспитанник туапсинской школы дзюдо. Казбек начал заниматься дзюдо с детского сада, его первым тренером являлся его же отец - Джанболет Нагучев. На всероссийских чемпионатах представлял Краснодарский край и Свердловскую область.

## Спортивная карьера

### Нагучев как подросток
Нагучев бронзовый медалист первенства мира среди кадетов (до 18 лет) в Сараево (Босния и Герцеговина). В 2017 году выиграл первенство Европы в Каунасе (Литва), а также первенство мира среди кадетов в личном и командном зачёте в Сантьяго (Чили). Победитель кубков Европы среди кадетов в Фоллонике (Италия), Туле (Россия) и Берлине (Германия). В конце 2017 года он занимал первую строчку мирового рейтинга международной федерации дзюдо. В феврале 2018 года Казбеку было присвоено звание мастера спорта России по дзюдо. В октябре 2018 года стал пятым на первенстве мира среди юниоров (до 21 года) в Нассау (Багамские Острова). В 2019 году выиграл кубок Европы среди юниоров в Берлине. В 2020 году выиграл первенство Европы среди юниоров в Порече (Хорватия).

### Взрослый уровень
В 2019 году пришёл третьим на чемпионате страны. В июне 2022 года выиграл на турнире памяти В.Н. Гулидова в Красноярске. В ноябре 2022 года стал финалистом чемпионата России в Екатеринбурге. В сентябре 2023 года выиграл чемпионат России в весе до 66 кг. В ноябре 2024 года начал выступать за сборную Объединённых Арабских Эмират.

## Спортивные достижения
- Первенство мира среди кадетов 2015 — ;
- Первенство Европы среди кадетов 2017 — ;
- Первенство мира среди кадетов 2017 — ;
- Первенство мира среди кадетов 2017 (команда) — ;
- Чемпионат России по дзюдо 2019 — ;
- Первенство Европы среди юниоров 2020 — ;
- Всероссийская спартакиада 2022 — ;
- Чемпионат России 2022 — ;
- Чемпионат России 2023 — ;

## Личная информация
У Казбека есть младшие братья дзюдоисты Абрек и Нарт, а также старшая сестра Данна, которая является тренером по дзюдо.